# Leonard Gardner
Pour les articles homonymes, voir Gardner.
Œuvres principales
- Fat City

Leonard Gardner, né le 3 novembre 1933 à Stockton, en Californie, est un écrivain américain.

## Œuvres

### Roman
- Fat City, Jean-Claude Lattès, 1972 ((en) Fat City, Farrar, Straus and Giroux, 1969), trad. Pierre Girard